# Skotská národní strana

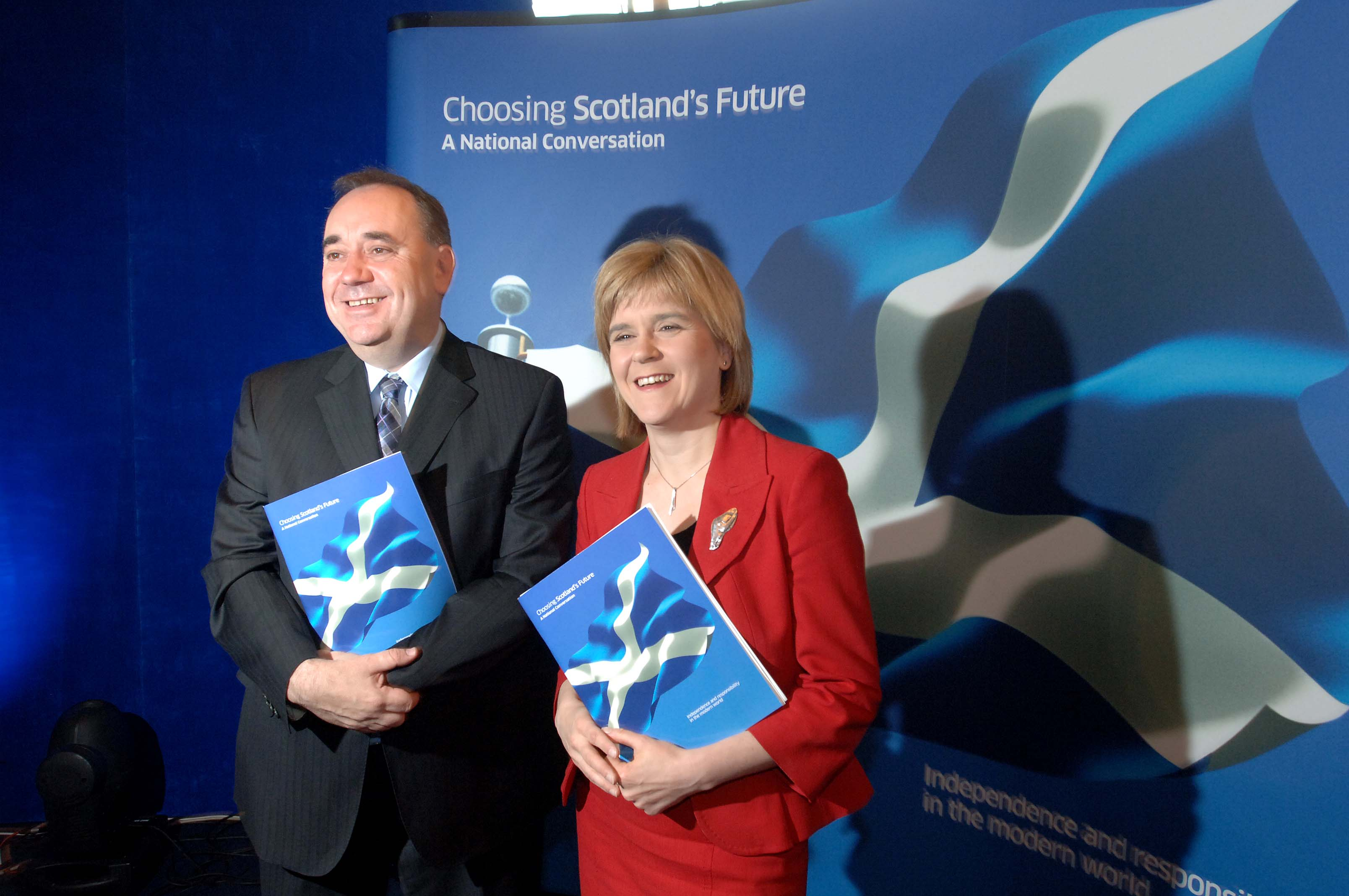
Zleva: Alex Salmond a Nicola Sturgeonová (2007)

Skotská národní strana (anglicky: Scottish National Party ve zkratce SNP, skotskogaelsky Pàrtaidh Nàiseanta na h-Alba, skotsky Scottis Naitional Pairtie) je středolevá politická strana ve Spojeném království, která požaduje nezávislost Skotska na Spojeném království.

## Historie
Výsledkem voleb do Skotského parlamentu v roce 2007 se stala stranou s největším zastoupením v tomto parlamentu (47 poslanců ze 129) a vede menšinovou vládu Skotska. Je členem Evropské svobodné aliance a měla dva z celkově sedmi poslanců volených ve Skotsku do Evropského parlamentu.
Předsedou strany je Humza Yousaf. Strana slíbila uspořádat do roku 2010 referendum o nezávislosti Skotska, což se jí ale nepodařilo. Po úspěšných volbách do Skotského parlamentu v roce 2011, kdy v nich Skotská národní strana získala nadpoloviční většinu všech mandátů (69 ze 129), opět slíbila referendum uspořádat, a to někdy v druhé polovině pětiletého volebního období parlamentu (tedy někdy mezi lety 2013-2016). K avizovanému referendu o nezávislosti Skotska nakonec došlo v září roku 2014, a to pod vedením předsedy Alexe Salmonda, avšak 55,3 % voličů se vyslovilo pro setrvání ve Spojeném království.
Ve volbách do Skotského parlamentu v roce 2021 zaznamenala předsedkyně Nicola Sturgeonová historické čtvrté vítězství Skotské národní strany a se 64 získanými křesly jí pouze o jedno místo unikla absolutní většina.
Britský konzervativní časopis The Spectator obvinil roku 2020 Skotskou národní stranu z anglofobie.

## Lídři strany
- Alexander MacEwan (1934–1936)
- Andrew Dewar Gibb (1936–1940)
- William Power (1940–1942)
- Douglas Young (1942–1945)
- Bruce Watson (1945–1947)
- Robert McIntyre (1947–1956)
- James Halliday (1956–1960)
- Arthur Donaldson (1960–1969)
- William Wolfe (1969–1979)
- Gordon Wilson (1979–1990)
- Alex Salmond (1990–2000)
- John Swinney (2000–2004)
- Alex Salmond (2004–2014)
- Nicola Sturgeonová (2014–2023)
- Humza Yousaf (2023–2024)[20]
- John Swinney (od 2024)

## Volební výsledky

### Skotský parlament
| Volby | Volební obvody | Volební obvody | Volební regiony | Volební regiony | Celkem | ±   | Pozice | Postavení |
| Volby | %              | Mandáty        | %               | Mandáty         | Celkem | ±   | Pozice | Postavení |
| ----- | -------------- | -------------- | --------------- | --------------- | ------ | --- | ------ | --------- |
| 1999  | 28.7%          | 7/73           | 27.3%           | 28/56           | 35/129 | ▬0  | ▬2.    | Opozice   |
| 2003  | 23.7%          | 9/73           | 20.9%           | 18/56           | 27/129 | ▼8  | ▬2.    | Opozice   |
| 2007  | 32.9%          | 21/73          | 31.0%           | 26/56           | 47/129 | ▲20 | ▲1.    | Vláda     |
| 2011  | 45.4%          | 53/73          | 44.0%           | 16/56           | 69/129 | ▲22 | ▬1.    | Vláda     |
| 2016  | 46.5%          | 59/73          | 41.7%           | 4/56            | 63/129 | ▼6  | ▬1.    | Vláda     |
| 2021  | 47.7%          | 62/73          | 40.3%           | 2/56            | 64/129 | ▲1  | ▬1.    | Vláda     |

### Parlament Spojeného království (za Skotsko)

Světle žlutá barva vyznačuje volební obvody, kde ve volbách 2024 vyhrála Skotská národní strana.

| Volby        | Hlasy | Mandáty | ±   | Pozice |
| ------------ | ----- | ------- | --- | ------ |
| 1935         | 1.1   | 0/71    | ▬0  | ▬      |
| 1945         | 1.2   | 0/71    | ▬0  | ▬      |
| 1950         | 0.4   | 0/71    | ▬0  | ▬      |
| 1951         | 0.3   | 0/71    | ▬0  | ▬      |
| 1955         | 0.5   | 0/71    | ▬0  | ▬      |
| 1959         | 0.5   | 0/71    | ▬0  | ▬      |
| 1964         | 2.4   | 0/71    | ▬0  | ▬      |
| 1966         | 5.0   | 0/71    | ▬0  | ▬      |
| 1970         | 11.4  | 1/71    | ▲1  | ▲4.    |
| 1974 (únor)  | 21.9  | 7/71    | ▲6  | ▲3.    |
| 1974 (říjen) | 30.4  | 11/71   | ▲4  | ▬3.    |
| 1979         | 17.3  | 2/71    | ▼9  | ▼4.    |
| 1983         | 11.7  | 2/72    | ▬0  | ▼5.    |
| 1987         | 14.0  | 3/72    | ▲1  | ▲4.    |
| 1992         | 21.5  | 3/72    | ▬0  | ▬4.    |
| 1997         | 22.1  | 6/72    | ▲3  | ▲3.    |
| 2001         | 20.1  | 5/72    | ▼1  | ▬3.    |
| 2005         | 17.7  | 6/59    | ▲1  | ▬3.    |
| 2010         | 19.9  | 6/59    | ▬0  | ▬3.    |
| 2015         | 50.0  | 56/59   | ▲50 | ▲1.    |
| 2017         | 36.9  | 35/59   | ▼21 | ▬1.    |
| 2019         | 45.0  | 48/59   | ▲13 | ▬1.    |
| 2024         | 29.9  | 9/59    | ▼39 | ▼2.    |